# Tournoi zonal
Le tournoi zonal est une compétition d'échecs organisée par la Fédération internationale des échecs (FIDE), qui était la première étape de la désignation du challenger pour le championnat du monde d'échecs. Les tournois zonaux étaient organisés tous les trois ans de 1947 aux années 1990. Chaque tournoi zonal qualifiait de un à quatre joueurs pour les tournois interzonaux qui avaient lieu l'année suivante.
Au milieu des années 1990, les tournois interzonaux ont été supprimés, mais les tournois zonaux sont toujours organisés et qualifient directement les joueurs soit pour le championnat du monde de la Fédération internationale des échecs (de 1997 à 2004), soit pour la coupe du monde d'échecs (depuis 2005).

## Histoire
En 1947, deux tournois zonaux eurent lieu en Europe (remportés par Eero Böök et Albéric O'Kelly de Galway) ; ils étaient complétés par le championnat du Canada de 1947 (remporté par Daniel Yanofsky) et le championnat des États-Unis 1946 (remporté par Reshevsky devant Kashdan et Denker). Le premier tournoi interzonal eut lieu en 1948. 
Par la suite, le monde a été divisé par la FIDE en plusieurs zones (de sept à dix zones) et chaque zone organisait tous les trois ans un tournoi toutes rondes. Les participants des tournois zonaux étaient sélectionnés par chaque fédération nationale d'échecs et le nombre de représentants de chacune des fédérations dépendait de sa force dans le monde des échecs.

## Zones
Au  milieu des années 1960 et dans les années 1970, il y avait dix zones :
- Europe de l'Ouest
- Europe centrale
- Europe de l'Est
- U.R.S.S.
- États-Unis
- Canada
- Amérique centrale
- Amérique du Sud
- Asie occidentale
- Extrême-Orient et Australie.

La force des tournois zonaux variait considérablement. Dans une zone faible, seul le premier joueur était qualifié pour le tournoi interzonal. Les plus forts tournois zonaux étaient les championnats d'URSS. Les éditions de 1951, 1955, 1958, février 1961, 1966-1967 et 1969 firent office de tournoi zonal et ne qualifièrent que quatre joueurs pour l'interzonal. En 1961, 1966-1967 et 1978, l'ancien champion du monde, Vassily Smyslov ne parvint pas à se qualifier. En 1969, l'ancien champion du monde Mikhaïl Tal fut éliminé. En 1964 et après 1973, l'URSS organisa des tournois zonaux indépendants du championnat national. Le tournoi zonal de 1964 avait sept participants et ne qualifia que trois soviétiques, l'ancien champion du monde, Smyslov fut exempté du tournoi zonal en 1964.